# (103) Hera
103 Hera és un asteroide del cinturó principal gran. Té una composició de superfície de silicats. Va ser descobert per J. C. Watson el 7 de setembre de 1868 i es va anomenar en honor d'Hera, reina dels déus de la mitologia grega.